# محمد أمان
محمد امان الجحدلي هو لاعب كرة قدم سعودي.

## مسيرته
انتقل إلى صفوف الاهلي في عام 2010 قادماً من نادي الربيع ثم انتقل إلى التعاون ثم إلى القادسية، وعاد إلى الاهلي في عام 2012 و انتقل إلى نادي الفتح في مطلع عام 2017 و تم ايقافه بسبب تعاطيه للمنشطات لمدة أربع سنوات و عاد بعدها للعب مع نادي الانتصار ونادي النهضة.

## روابط خارجية
- محمد أمان على موقع Soccerway.com (الإنجليزية)